# Thank God He Met Lizzie
Thank God He Met Lizzie es una película australiana de 1997, dirigida por Cherie Nowlan. Protagonizada por Cate Blanchett, Richard Roxburgh y  Frances O'Connor en los papeles principales.
Galardonada con el premio Australian Film Institute 1997 : a la mejor actriz en un papel secundario (Cate Blanchett); y el premio Film Critics Circle of Australia 1998 : A la mejor actriz de reparto (Cate Blanchet).

## Sinopsis
La trama gira alrededor de dos historias. La primera, la cercana boda de Lizzie (Cate Blanchett) y Guy (Richard Roxburgh), y la segunda, la historia en flashback de las relaciones sentimentales previas de Guy con Jenny (Frances O'Connor).

## Comentarios
Fue el debut de la directora Cherie Nowlan